# Les Trois Lascars
Les Trois Lascars es una película de comedia burkinesa de 2021 dirigida por Boubacar Diallo. Fue la única película burkinesa proyectada en el FESPACO de 2021.

## Sinopsis
Bajo la presión de sus respectivas amantes, tres amigos (Idriss, Momo y Willy) organizan un viaje extramatrimonial a un extravagante hotel en las afueras de Uagadugú. Un seminario en Abiyán es la coartada perfecta para que el trío se libere de sus esposas durante un fin de semana. Nada más llegar, su euforia se desvanece al enterarse de que el avión que debían tomar se ha estrellado. Los tres adúlteros, llenos de vergüenza y culpa, y abandonados por sus amantes, se hunden en la depresión. Al final, tendrán que enfrentarse a sus esposas, hambrientas de venganza tras el engaño.

## Reparto
- Issaka Savadogo
- Mahoula Kane
- Dieudonné Yoda
- Zena Alisar Khalil
- Eva Guehi
- Irène Minoungou
- Kadhy Touré
- Mouna N’Diaye
- Mariam Aida Niatta